# Уолперт, Льюис
Льюис Уолперт (англ. Lewis Wolpert; 19 октября 1929 — 28 января 2021) — британский учёный, биолог, специалист по биологии развития, популяризатор науки. 
Родился в Йоханнесбурге (Южно-Африканский Союз), в семье литваков.
С 1955 по 1966 год член кафедры зоологии Королевского колледжа Лондона, в котором в 1961 году получил степень доктора философии, а в 2001 году стал фелло.
Профессор-эмерит Университетского колледжа Лондона, член Лондонского королевского общества (1980) и АМН Великобритании (1998), а также Польской академии знаний (1997).
Командор Ордена Британской империи (1990)
Вице-президент Британской гуманистической ассоциации, с 1994 по 1998 год председатель Committee on the Public Understanding of Science.
Фелло Королевского литературного общества (1999). Почётный член Королевской коллегии врачей.
Автор учебника «Биология развития».
Его сын Daniel Wolpert — также профессор и член Лондонского королевского общества.
Скончался на 92-м году жизни от последствий коронавирусной инфекции.

## Награды и отличия
- Royal Institution Christmas Lectures[англ.] (1986)
- Почётный доктор наук университета Бата (1997)
- Medawar Lecture[англ.] Лондонского королевского общества (1998)
- Премия Майкла Фарадея Лондонского королевского общества (2000)
- Viktor Hamburger Outstanding Educator Prize, Society for Developmental Biology[англ.] (2003)
- Waddington Medal[англ.], British Society for Developmental Biology (2015)
- Королевская медаль Лондонского королевского общества (2018)[13]
- CBE (1990).